# Zápas na Letních olympijských hrách 1984 – muži, řecko-římský nad 100 kg
Zápas řecko-římský ve váhové kategorii +100 kg probíhal na Letních olympijských hrách 1984 v Anaheimském Convention Center. O medaile se utkalo celkem 8 zápasníků. Pořadí na druhém a třetím místě se dodatečně měnilo pro pozitivní dopingový nález u poraženého finalisty Johanssona.

## Turnajové výsledky
Zápasníci jsou rozděleni do dvou skupin. Je aplikován systém na dvě porážky.
Legenda
- TF — Lopatkové vítězství
- ST — Vítězství na technickou převahu, 12 bodů rozdíl
- PP — Vítězství na body, 1-7 bodů rozdíl, poražený s body
- PO — Vítězství na body, 1-7 bodů rozdíl, poražený bez bodů
- SP — Vítězství na body, 8-11 bodů rozdíl, poražený s body
- SO — Vítězství na body, 8-11 bodů rozdíl, poražený bez bodů
- P0 — Vítězství pro pasivitu, protivník bez bodů
- P1 — Vítězství pro pasivitu, vedoucí 1-7 bodů
- PS — Vítězství pro pasivitu, vedoucí 8-11 bodů
- DC — Vítězství z rozhodnutí, skóre 0-0
- PA — Vítězství pro soupeřovo zranění
- DQ — Vítězství pro soupeřovu diskvalifikaci
- DNA — Nenastoupil
- L — Porážky
- ER — Kolo vyřazení
- CP — Klasifikační body
- TP — Technické body

### Skupiny

#### Skupina A
| L      |                             | CP       | TP     |                             | L      |        |
| Kolo 1 | Kolo 1                      | Kolo 1   | Kolo 1 | Kolo 1                      | Kolo 1 | Kolo 1 |
| ------ | --------------------------- | -------- | ------ | --------------------------- | ------ | ------ |
| 0      | Jeff Blatnick (USA)         | 3-0 P1   | 5:12   | Refik Memišević (YUG)       | 1      |        |
| 0      | Panagiotis Poikilidis (GRE) | 3-1 PP   | 11-7   | Masaja Ando (JPN)           | 1      |        |
| Kolo 2 |                             |          |        |                             |        |        |
| 1      | Jeff Blatnick (USA)         | 1-3 PP   | 3-4    | Panagiotis Poikilidis (GRE) | 0      |        |
| 1      | Refik Memišević (YUG)       | 3-0 P1   | 4:52   | Masaja Ando (JPN)           | 2      |        |
| Finále |                             |          |        |                             |        |        |
|        | Jeff Blatnick (USA)         | 3-0 P1   | 5:12   | Refik Memišević (YUG)       |        |        |
|        | Jeff Blatnick (USA)         | 1-3 PP   | 3-4    | Panagiotis Poikilidis (GRE) |        |        |
|        | Refik Memišević (YUG)       | 3.5-0 PS | 5:27   | Panagiotis Poikilidis (GRE) |        |        |

| Zápasník                    | L | ER | CP | Final |
| --------------------------- | - | -- | -- | ----- |
| Jeff Blatnick (USA)         | 1 | -  | 4  | 4     |
| Refik Memišević (YUG)       | 1 | -  | 3  | 3.5   |
| Panagiotis Poikilidis (GRE) | 0 | -  | 6  | 3     |
| Masaja Ando (JPN)           | 2 | 2  | 1  |       |

#### Skupina B
| L      |                        | CP     | TP     |                        | L      |        |
| Kolo 1 | Kolo 1                 | Kolo 1 | Kolo 1 | Kolo 1                 | Kolo 1 | Kolo 1 |
| ------ | ---------------------- | ------ | ------ | ---------------------- | ------ | ------ |
| 1      | Antonio La Penna (ITA) | 1-3 DC | 0-0    | Hassan El-Hadad (EGY)  | 0      |        |
| 1      | Victor Dolipschi (ROU) | 0-0 DQ | 4:52   | Tomas Johansson (SWE)  | 1      |        |
| Kolo 2 |                        |        |        |                        |        |        |
| 2      | Antonio La Penna (ITA) | 0-4 TF | 4:24   | Victor Dolipschi (ROU) | 1      |        |
| 1      | Hassan El-Hadad (EGY)  | 0-4 TF | 0:22   | Tomas Johansson (SWE)  | 1      |        |
| Finále |                        |        |        |                        |        |        |
|        | Victor Dolipschi (ROU) | 0-0 DQ | 4:52   | Tomas Johansson (SWE)  |        |        |
|        | Hassan El-Hadad (EGY)  | 0-4 TF | 4:22   | Tomas Johansson (SWE)  |        |        |
|        | Hassan El-Hadad (EGY)  | 0-3 P1 | 3:19   | Victor Dolipschi (ROU) |        |        |

| Zápasník               | L | ER | CP | Final |
| ---------------------- | - | -- | -- | ----- |
| Tomas Johansson (SWE)  | 1 | -  | 4  | 4     |
| Victor Dolipschi (ROU) | 1 | -  | 4  | 3     |
| Hassan El-Hadad (EGY)  | 1 | -  | 3  | 0     |
| Antonio La Penna (ITA) | 2 | 2  | 1  |       |

### Finále
|                            | CP               | TP               |                        |                  |
| Zápas o 5. místo           | Zápas o 5. místo | Zápas o 5. místo | Zápas o 5. místo       | Zápas o 5. místo |
| -------------------------- | ---------------- | ---------------- | ---------------------- | ---------------- |
| Panayotis Poikilidis (GRE) | 3-1 PP           | 7-3              | Hassan El-Hadad (EGY)  |                  |
| Zápas o 3. místo           |                  |                  |                        |                  |
| Refik Memišević (YUG)      | 4-0 P1           | 4:16             | Victor Dolipschi (ROU) |                  |
| Finálový zápas             |                  |                  |                        |                  |
| Jeff Blatnick (USA)        | 3-0 PO           | 2-0              | Tomas Johansson (SWE)  |                  |

## Finálové pořadí
1. Jeff Blatnick (USA)
2. Refik Memišević (YUG)
3. Victor Dolipschi (ROU)
4. Panagiotis Poikilidis (GRE)
5. Hassan El-Hadad (EGY)
6. Masaja Ando (JPN) a  Antonio La Penna (ITA)

DSQ:  Tomas Johansson (SWE)*
* diskvalifikován po positivním testu na Methenolon